# Mark Boal

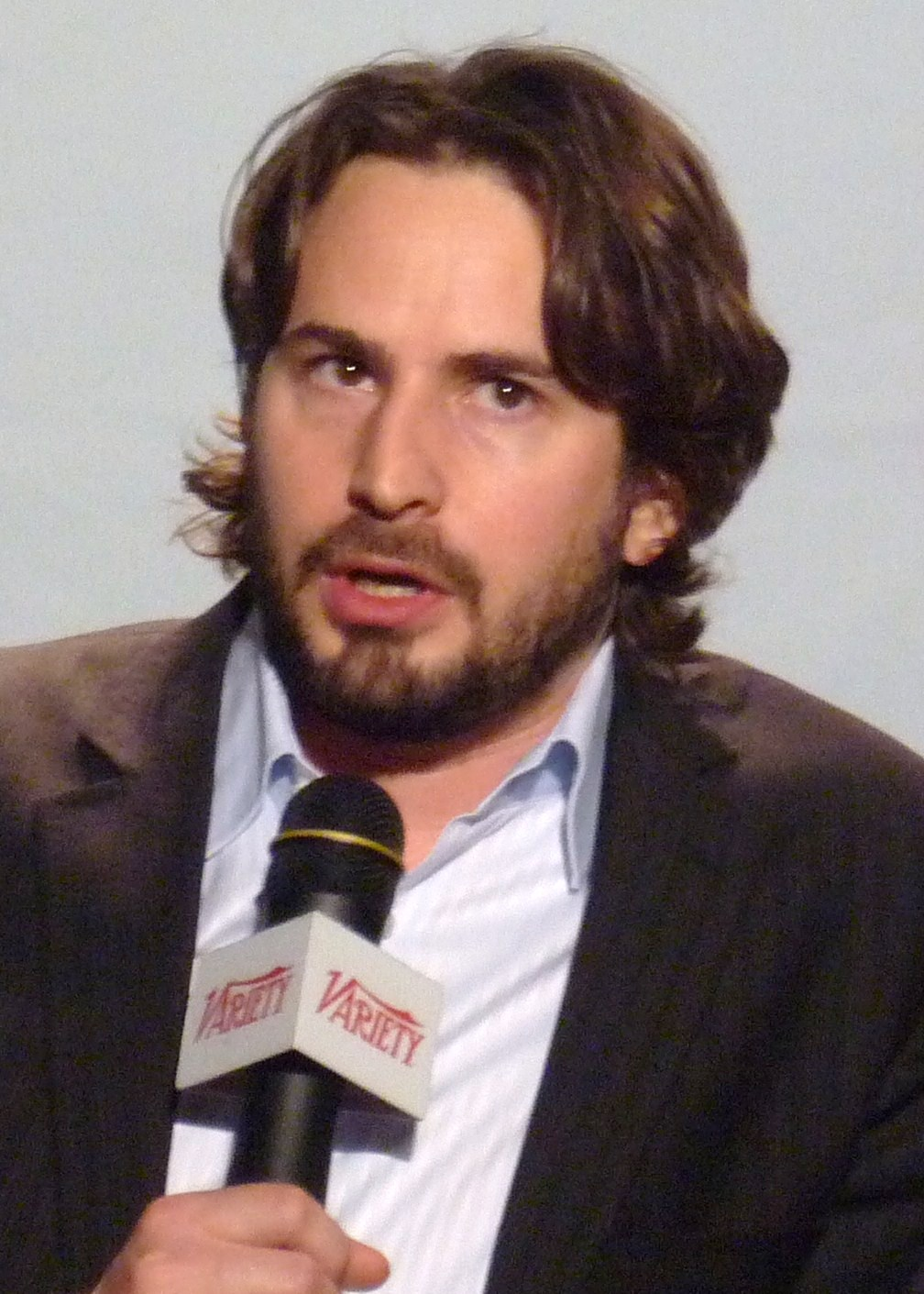
Mark Boal

Mark Boal (nar. 23. ledna 1973 New York) je americký novinář, scenárista a filmový producent. Než se stal významnou osobností kinematografie, pracoval Boal jako novinář pro časopisy jako Rolling Stone, The Village Voice, Salon a Playboy. Boalův článek "Smrt a hanba" z roku 2004 byl adaptován pro film V údolí Elah, na němž se Boal rovněž podílel jako spoluautor.
V roce 2009 napsal a produkoval film The Hurt Locker, za který získal Oscara za nejlepší původní scénář i Oscara za nejlepší film. V roce 2012 napsal a produkoval film 30 minut po půlnoci, opět ve spolupráci s režisérkou Kathryn Bigelowovou, o sledování a zabití Usámy bin Ládina. Film mu vynesl nominace na Oscara za nejlepší původní scénář a nejlepší film a cenu Writers Guild of America za nejlepší původní scénář. Potřetí dvojice spolupracovala na filmu Detroit z roku 2017.
Boal získal dva Oscary (s dalšími dvěma nominacemi), cenu BAFTA, dvě ceny Writers Guild of America a Producers Guild of America Award a má také čtyři nominace na Zlatý glóbus.